# Янсан (станция метро)
«Янсан» (кор. 양산역) — конечная эстакадная станция Пусанского метро на Второй линии. Также известна как «Сити-холл и научно-технологический институт Тонвон» (City Hall & Dongwon Institute of Science and Technology).
Одна из пяти эстакадных станций линии; одна из четырёх открытых станций на территории Янсана. Она представлена двумя боковыми платформами. Станция обслуживается Пусанской транспортной корпорацией. Расположена в квартале Gangbyeon-ro района (дон) Gyeongsangnam-do  Янсана (провинция Кёнсан-Намдо, Южная Корея). На станции установлены платформенные раздвижные двери.
Станция была открыта 10 января 2008 года в составе участка «Хопхо» — «Янсан».